# 프랜시스 P. 더피

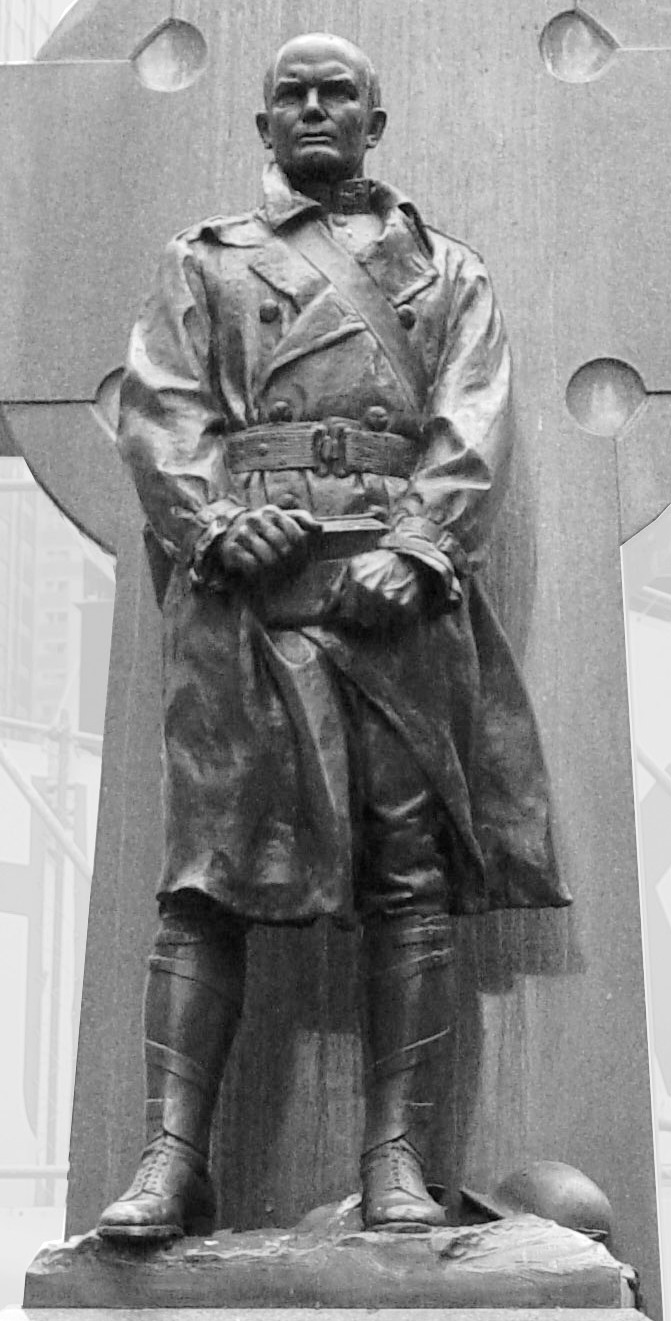

프랜시스 패트릭 더피(Francis Patrick Duffy, 1871년 5월 2일 ~ 1932년 6월 27일)는 캐나다계 미국인 병사, 군종 신부이다. 한국에는 잘 알려지지 않은 인물이지만 미국 뉴욕 타임스퀘어에 가면 상징물처럼 그의 동상과 광장이 있다. 미국-스페인 전쟁과 제1차 세계대전 당시 많은 미국인의 목숨을 구했다고 한다. 서울의 광화문 광장처럼 유명한 곳이다.